# CONCACAF League 2020
De CONCACAF League 2020 was de 4e editie van de CONCACAF League, een jaarlijks voetbaltoernooi voor clubs uit Centraal-Amerika en de Caraïben, georganiseerd door de CONCACAF. Het toernooi vindt plaats van 20 oktober 2020 tot en met 3 februari 2021. De winnaar en de vijf best geklasseerde teams plaatsten zich voor de CONCACAF Champions League 2021.
Saprissa zijn de titelhouders.

## Loting
De loting voor de CONCACAF League vond plaats op 21 september 2020 in Miami in deVerenigde Staten.

## Voorronde
| Team 1           | Res.           | Team 2         |
| ---------------- | -------------- | -------------- |
| FAS              | 1-1 (4-5 ns)   | Managua        |
| Alajuelense      | 3-0            | Cibao          |
| Municipal Limeño | 1-2            | Forge FC       |
| Independiente    | 0-0 (2-4 ns)   | Antigua GFC    |
| Arcahaie         | Walkover       | Verdes         |
| Motagua          | 2-2 (15-14 ns) | Comunicaciones |

## Laatste 16
| Team 1        | Res.         | Team 2      |
| ------------- | ------------ | ----------- |
| Saprissa      | 4–1          | Municipal   |
| Marathón      | 1-1 (4-3 np) | Antigua GFC |
| Tauro         | 1-2          | Forge FC    |
| Waterhouse    | 1-3          | Arcahaie    |
| Alianza       | 1-1 (3-4 np) | Motagua     |
| Olimpia       | 6-0          | Managua     |
| San Francisco | 0-1          | Alajuelense |
| Herediano     | 0-1          | Real Estelí |

## Kwartfinale
- wedstrijden vinden plaats op 1 en 2 december 2020
- de 4 winnaars van de kwartfinales plaatsen zich voor de CONCACAF Champions League 2021.
- de 4 verliezers naar herkansing voor 2 plekken voor de CONCACAF Champions League 2021

| Team 1      | Res.         | Team 2      |
| ----------- | ------------ | ----------- |
| Marathón    | 0-2          | Saprissa    |
| Arcahaie    | 1-1 (4-2 np) | Forge FC    |
| Olimpia     | 2-0          | Motagua     |
| Alajuelense | 2-1          | Real Estelí |

## Play-in ronde
- De twee winnaars plaatsen zich voor de CONCACAF Champions League 2021.
- De wedstrijden vonden plaats op 8 & 9 december 2020

| Team 1   | Res.        | Team 2      |
| -------- | ----------- | ----------- |
| Marathón | 1-0         | Forge FC    |
| Motagua  | 2-2(2-4 np) | Real Estelí |

## Halve finale
| Team 1      | Res.         | Team 2   |
| ----------- | ------------ | -------- |
| Saprissa    | 5-0          | Arcahaie |
| Alajuelense | 0-0 (5-4 np) | Olimpia  |

## Finale
| Team 1      | Res. | Team 2    |
| ----------- | ---- | --------- |
| Alajuelense | 3-2  | Saprissa' |